# Elisabeth Gottschalk
Maria Karoline Elisabeth Gottschalk, née le 28 octobre 1912 à Mönchengladbach et morte le 14 septembre 1989 à Amsterdam, est une géographe néerlandaise d'origine allemande. Ses travaux de géographie historique, considérés comme une référence dans l'histoire du paysage néerlandais, corrigent à l’époque de leur publication les théories existantes sur les inondations et les ondes de tempête.

## Biographie
Elisabeth Gottschalk est née le 28 octobre 1912 à Mönchengladbach, en Allemagne. Elle commence sa carrière comme enseignante à Margraten, aux Pays-Bas et prend en 1938 la nationalité néerlandaise. Pendant la Seconde Guerre mondiale, grâce à sa formation de géographe et de médiéviste, elle commence des recherches sur la géographie historique de la Flandre zélandaise. Elle évite donc le terrain, où se déroule le conflit, et travaille sur les archives et des ouvrages mais perd tous ses travaux pendant la guerre.
En 1949, Elisabeth Gottschalk commence à étudier la géographie sociale à l'Université d'Utrecht et sort diplômée en 1952. En 1955, elle obtient son doctorat cum laude avec Historische Geografie van Westelijk Zeeuws-Vlaanderen (Géographie historique de la Flandre zélandaise occidentale), un sujet alors peu documenté. En 1962, elle devient chargée de cours de géographie historique à l'Université d'Amsterdam. Cette chaire est alors unique dans le pays.

### Fin de vie
Elisabeth Gottschalk prend sa retraite le 1er janvier 1978. Elle meurt le 14 septembre 1989 à Amsterdam, à l'âge de 76 ans,,.

## Travaux

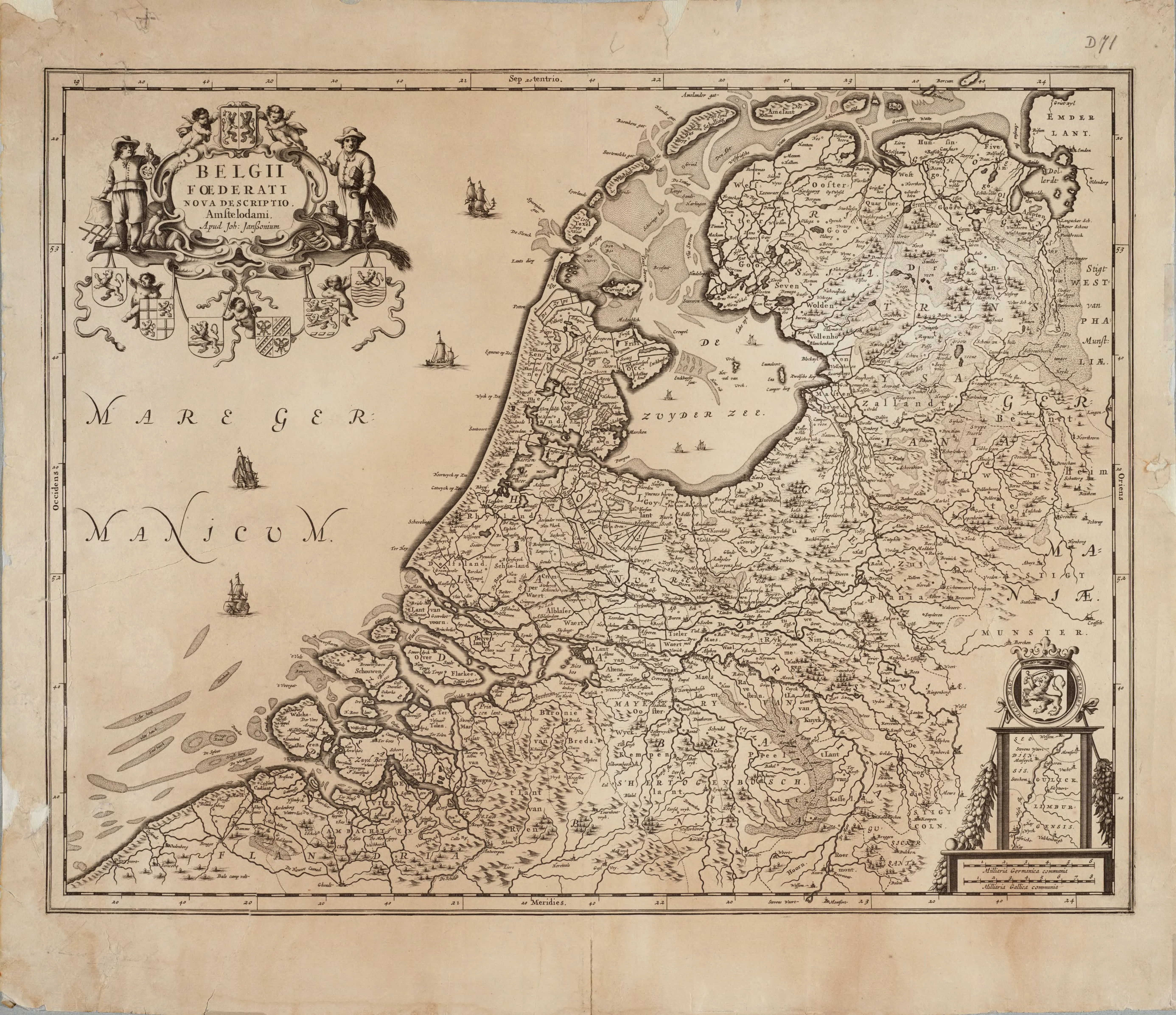
Carte de 1658 avec l'ancien golfe, le Zuiderzee, au centre.

Les recherches d'Elisabeth Gottschalk portent sur la géographique historique du paysage. En 1971, elle publie le premier volume de Stormvloeden en rivieroverstromingen in Nederland (Tempêtes et inondations aux Pays-Bas) dans lequel elle étudie les ondes de tempête et les crues des rivières datant d'avant 1400,. Elle en apporte notamment la première mention dans l'histoire du pays,. Puis elle décrit leur augmentation puis leur diminution au fil des siècles. Grâce au bilan des différentes sources et leur critique, elle montre que des cas d'ondes de tempête sont davantage basés sur des légendes que sur des faits,. Elle pointe des erreurs de copies ou de chronologie sur les tempêtes dont le nombre, la portée et l'importance s'en trouvent donc diminuées,. Elle corrige les théories derrière le développement du Zuiderzee et du Dollart,. En 1977 est publié le troisième et dernier volume, décrit par le Leeuwarder Courant comme l'ouvrage de référence sur les inondations aux Pays-Bas. En retraçant toute l'histoire des inondations, elle montre que certaines d'entre elles ont eu une portée géographique moindre par comparaison aux récits qui en sont faits.

## Publications
- (nl) Elisabeth Gottschalk, Historische geografie van westelijk Zeeuws-Vlaanderen [« Géographie historique de la Flandre zélandaise occidentale »], 1983
- (nl) Elisabeth Gottschalk, Historische geografie in theorie en praktijk [« Géographie historique en théorie et en pratique »], 1964
- M. K. Elisabeth Gottschalk, Stormvloeden en rivieroverstromingen in Nederland [« Marées de tempête et inondations aux Pays-Bas »], Van Gorcum, coll. « Sociaal geografische studies », 1971 (ISBN 978-90-232-0717-7)
- (nl) Elisabeth Gottschalk, « De Sint Elisabethsvloed. De legendarische stormramp van 1421 » [« L'inondation de Sainte-Elisabeth. La légendaire tempête de 1421 »], Spiegel Historiael,‎ 1971
- M. K. Elisabeth Gottschalk, De Vier Ambachten en het Land van Saaftinge in de Middeleeuwen: een historisch-geografisch onderzoek betreffende Oost Zeeuws-Vlaanderen c.a [« Les quatre métiers et le pays de Saaftinge au Moyen-Âge : une étude historico-géographique concernant la Zeeuws-Vlaanderen orientale c.a. »], Van Gorcum, coll. « Sociaal geografische studies », 1984 (ISBN 978-90-232-2039-8)